# Чак-чак
Чак-чак (башк. сәк-сәк, каз. шәк-шәк, кирг. чак-чак, тат. чәк-чәк, узб. chak-chak/чак-чак) — східні солодощі; виріб із тіста з медом, що належить до кухні тюркських народів; національна страва татар і башкирів.

## Приготування
Чак-чак готують з м'якого тіста, зробленого з пшеничного борошна вищого сорту і сирих яєць. Що м'якше тісто, то ніжнішим і легшим буде чак-чак. Потім формуються тонкі короткі палички, за формою нагадують вермішель, або кульки величиною з кедровий горішок, обсмажуються у фритюрі (у казані), після чого поливаються гарячою масою, приготованою на основі меду.
Страві надається потрібна форма (часто у вигляді гірки). Повністю готова після застигання. Іноді перед заливкою медом у суміш додають сухофрукти.
Прикрашають чак-чак горіхами, льодяниками і татарською пастилою.

## Різновиди чак-чаку
- Таджицьке або бухарське калеве, що має форму лапшинок вермішелі.
- Казахський різновид — шек-шек (аналогічний бухарській).
- Башкирський і татарський різновиди відрізняються — татарський ближче до локшини з бульбашками (2-3 мм діаметр і 2-3 см довжини), а башкирський — великий (прибл. 1 см в діаметрі і 3-5 см в довжину й іноді у формі кульок). У Башкортостані і деяких районах Татарстану чак-чак робиться набагато більшим і продовгуватішим, ніж казанський різновид цих солодощів. Чак-чак обов'язково застигає в меді, але останні десятиліття часто замість меду недобросовісними виробниками використовується цукровий сироп. Цей різновид іноді називають баурсак або тош.
- Лакський чак-чак являє собою вироби з тіста з медом, з додаванням волоського горіха.
- Кабардинський зычэр'ыс — виріб з солодкого тіста, политий патокою і медом, після застигання розрізається на ромбоподібні шматки. Вживається з чаєм.

## Рекорди
- Найбільший чак-чак приготований в лютому 2016 року в Башкортостані, вагою 1143,5 кг побивши попередній рекорд, встановлений у Казані[2], — чак-чак вагою до 1000 кг і площею 13,266 м2, приготований на честь 1000-річчя Казані 29 серпня 2005 року.
- Найбільший чак-чак Башкортостану вагою 200 кг випечений на медовому ярмарку в Уфі в серпні 2012 року[3]. Чак-чак такої ж маси був приготовлений під час святкування головного Сабантуя Росії в Томську в червні 2014 року[4].

## Вживання
Чак-чак — десертна страва, яку вживають з чаєм або кавою. Подається цілою або ріжеться на шматки.
Термін придатності чак-чаку — 90 днів.
Вживання чак-чаку не рекомендоване людям, що страждають діабетом або мають алергію на бджолиний мед і людям з анорексією. Також людям, що мають непереносність компонентів складу продукту.